# Lilìt e altri racconti
Lilít e altri racconti è una raccolta di racconti di Primo Levi edita nel 1981. La maggior parte dei racconti è stata in precedenza pubblicata su periodici. La raccolta è divisa in tre sezioni, rispettivamente di 12, 15 e 9 racconti.